# Ройстоунея кубинская
Ройстения королевская, жарг. Ройстоунея кубинская (лат. Roystonea regia) — вид растений семейства Пальмовые (Arecaceae).

## Описание
Пальма высотой 20-30 метров и диаметром ствола до 47 см. Ствол толстый, гладкий, серо-белого цвета, с характерной выпуклостью ниже короны ствола. Листьев около 15, их длина может достигать 4 метров. Цветки белые с розовыми пыльниками. Период цветения — январь−июль. Плоды сферические, диаметром 8,9—15 мм и шириной 7—10,9 мм. Незрелые плоды зеленого цвета, в процессе созревания они приобретают сначала красный, а затем пурпурно-черный цвет.
Число хромосом 2n=36.

## Ареал
Произрастает на территории Центральной Америки, Мексики, Кубы, Малых Антильских, Каймановых и Бермудских островов. Выращивается как декоративное растение в США, Австралии, Бразилии, Южной Азии. В Панаме считается инвазивным видом вторичных лесов.